# Kirgiz Autonóm Szovjet Szocialista Köztársaság
A Kirgiz Autonóm Szovjet Szocialista Köztársaság a Szovjetunió, azon belül az Oroszországi Szovjet Szövetségi Szocialista Köztársaság egyik autonóm köztársasága volt 1926. február 1. és 1936. december 5. között. 
Fővárosa Biskek volt (1926-tól Frunze néven) .

## Története
A Kirgiz ASZSZK 1926. február 1-jén jött létre a Kara-Kirgiz autonóm terület átszervezésével, amivel a szovjet autonómia eggyel magasabb fokozatába lépett. 1934. augusztus 20-án az Összoroszországi Központi Végrehajtó Bizottság Elnöksége jóváhagyta az autonóm köztársaság új közigazgatási beosztását. Az új, ún. "sztálini" alkotmánnyal 1936. december 5-én a Kirgiz ASZSZK átalakult Kirgiz Szovjet Szocialista Köztársasággá, ezzel a szovjet nemzeti autonómia legmagasabb fokára lépve egyike lett a Szovjetuniót alkotó szövetségi köztársaságoknak.

## Fordítás
Ez a szócikk részben vagy egészben  a(z)   Киргизская Автономная Социалистическая Советская Республика (1926—1936) című orosz Wikipédia-szócikk ezen változatának fordításán alapul.  Az eredeti cikk szerkesztőit annak laptörténete sorolja fel. Ez a jelzés csupán a megfogalmazás eredetét és a szerzői jogokat jelzi, nem szolgál a cikkben szereplő információk forrásmegjelöléseként.